# Herb Gołańczy
Herb Gołańczy – jeden z symboli miasta Gołańcz i gminy Gołańcz w postaci herbu.  Wizerunek herbowy pochodzi z XX wieku.

## Wygląd i symbolika
Herb przedstawia na błękitnej tarczy białą wieżę z blankami i dwoma oknami. Poniżej wieży mieści się otwarta brama z uchylonymi na zewnątrz złotymi wrotami i czarnymi okuciami. Między okuciami widnieje łaciński napis „PORTA PATENS ESTO” (pol.: „Brama niech będzie otwarta”).